# هنري ديلورث غيبلين
كان هنري ديلورث غيلبين (بالإنجليزية: Henry D. Gilpin) (من مواليد 14 أبريل 1801 - 29 يناير 1860) محاميًا أمريكيًا ورجل دولة من كويكر (جمعية الأصدقاء الدينية) شغل منصب المدعي العام للولايات المتحدة (نائب عام الولايات المتحدة) في عهد الرئيس مارتن فان بيورين.
كان هنري ابن جوشوا غيلبين وماري ديلوورث، ووُلد في لانكستر بإنجلترا، قبل عودة والديه إلى أمريكا. كان والده في جولة ممتدة في بريطانيا وأوروبا، واستمر من 1795 إلى 1801، حيث حصل على معلومات حول طرق التصنيع الجديدة المستخدمة في صناعة الورق لمصانع الورق الخاصة به في عائلة برانديواين كريك في ولاية ديلاوير. كانت والدته من كويكر ديلوورث في لانكستر بإنجلترا.
عادت العائلة إلى إنجلترا للقيام بجولة أخرى في عام 1812، وعادت إلى الولايات المتحدة في حوالي عام 1816، وخلال تلك الفترة التحق هنري بالمدرسة بالقرب من لندن. بعد تخرجه من جامعة بنسلفانيا، درس القانون مع جوزيف ر. إنجرسول وتم قبوله في نقابة المحامين في عام 1822. شغل منصب المدعي العام الأمريكي للمنطقة الشرقية من ولاية بنسلفانيا من عام 1831 إلى 1837، ثم شغل منصب محامي خزانة الولايات المتحدة في عام 1837. خلال هذا الوقت انضم إلى الجمعية الفلسفية الأمريكية، ومن 1833 إلى 1835 كان عضوًا في مجلس إدارة بنك الولايات المتحدة.
قام الرئيس مارتن فان بيورن بتعيينه في منصب النائب العام الرابع عشر للولايات المتحدة في عام 1840. وقد خدم في هذا المنصب حتى عام 1841، وقدم خلالها جانب الحكومة الأمريكية من قضية أميستاد إلى المحكمة العليا الأمريكية.
في الفترة من 7 يونيو 1852 حتى 13 يونيو 1859، كان هنري رئيسًا لأكاديمية بنسلفانيا للفنون الجميلة ونائبًا لرئيس جمعية فيلادلفيا التاريخية وأمينًا لها، ومن 1856 إلى 1858 كان أيضًا مديرًا لكلية جيرارد. وكان أيضًا أمين ومدير قناة تشيسابيك وديلاوير. تُوفي هنري في فيلادلفيا في عام 1860.